# NGC 4334
NGC 4334 est une galaxie spirale barrée située dans la constellation de la Vierge. NGC 4334 a été découverte par l'astronome britannique John Herschel en 1830.

## Caractéristiques
La classe de luminosité de NGC 4334 est I-II et elle présente une large raie HI.

### Distance
Sa vitesse par rapport au fond diffus cosmologique est deSa vitesse par rapport au fond diffus cosmologique est de 4 595 ± 24 km/s, ce qui correspond à une distance de Hubble de 67,8 ± 4,8 Mpc (∼221 millions d'al).
À ce jour, quatre mesures non basées sur le décalage vers le rouge (redshift) donnent une distance de 40,00 ± 8,160 Mpc (∼130 millions d'al), ce qui est à l'extérieur des valeurs de la distance de Hubble. Notons cependant que c'est avec la valeur moyenne des mesures indépendantes, lorsqu'elles existent, que la base de données NASA/IPAC calcule le diamètre d'une galaxie et qu'en conséquence le diamètre de NGC 4334 pourrait être d'environ 50,8 kpc (∼166 000 al) si on utilisait la distance de Hubble pour le calculer.

### Radiogalaxie
Selon la base de données Simbad, NGC 4334 est une radiogalaxie.

## Amas de la Vierge
Bien que cette galaxie ne figure dans aucun groupe des sources consultées, sa désignation VCC 638 (Virgo Cluster Catalog) indique qu'elle fait partie de l'amas de la Vierge. Il s'agit sans doute d'une erreur, car les galaxies les plus lointaines de cet amas sont celles du groupe de NGC 4235, qui sont à une distance moyenne de 110 millions d'années-lumière.